# Sassy Swings Again
Sassy Swings Again — студийный альбом американской джазовой певицы Сары Воан, выпущенный в 1967 году на лейбле Mercury Records. Данным альбомом, спродюсированным Хэлом Муни, Воан завершила своё многолетнее пребывание в Mercury.

## Отзывы м признание
| Оценки критиков               | Оценки критиков |
| Источник                      | Оценка          |
| ----------------------------- | --------------- |
| AllMusic                      | [ 1 ]           |
| Encyclopedia of Popular Music | [ 2 ]           |

В журнале Billboard заявили: «Что может быть плохого в том, что Сара Воан поёт „Sweet Georgia Brown“, „Take the ‘A’ Train“, „San Francisco“ или „All Alone“? Тед Джонс сделал аранжировки, и их качество не уступает исполнению мисс Воан».
Стивен Кук из AllMusic написал: «Вступая в свой осенний расцвет, Воан без особых усилий зажигает такие классические песни, как „Take the ‘A’ Train“ (одна из лучших интерпретаций классики Билли Стрейхорна), „I Want to Be Happy“ и „Sweet Georgia Brown“. Она также обращается к таким редко звучащим шедеврам, как „The Sweetest Sounds“ Ричарда Роджерса и „On the Other Side of the Tracks“ Сая Коулмана. Воан, однако, блистает в блюзовой версии свинговой песни Ирвинга Берлина „All Alone“, демонстрируя, что она, безусловно, может передать мрачное настроение в нужной обстановке. Как обычно, Воан везде держится стильно благодаря прекрасным аранжировкам Теда Джонса, Джей Джей Джонсона, Мэнни Олбама и молодого Боба Джеймса. С такими музыкантами, как Кларк Терри, Джо Ньюман, Фредди Хаббард, Кай Виндинг, Фил Вудс и Бенни Голсон, бэк-группа здесь не менее впечатляющая. Часто упускаемая из виду, но весьма важная запись самой божественной джазовой певицы».

## Список композиций
1. «Sweet Georgia Brown» (Бен Берни, Масео Пинкард, Кеннет Кейси) — 1:50
2. «Take the „A“ Train» (Билли Стрейхорн) — 2:39
3. «I Left My Heart in San Francisco» (Джордж Кори, Дуглас Кросс) — 4:06
4. «S’posin’» (Пол Денникер, Энди Разаф) — 3:08
5. «Every Day I Have the Blues» (Мемфис Слим) — 4:22
6. «I Want to Be Happy» (Ирвинг Сизар, Винсент Юманс) — 2:19
7. «All Alone» (Ирвинг Берлин) — 2:19
8. «The Sweetest Sounds» (Ричард Роджерс) — 4:30
9. «On the Other Side of the Tracks» (Сай Коулман, Кэролин Ли) — 3:35
10. «I Had a Ball» (Джек Лоуренс, Стэн Фриман) — 2:17

## Участники записи
- Аранжировка — Боб Джеймс, Джей Джей Джонсон, Мэнни Олбэм, Тед Джонс
- Вокал — Сара Воан
- Продюсер — Хэл Муни